# Domoszló
Domoszló är en ort i Ungern.   Den ligger i provinsen Heves, i den centrala delen av landet, 90 km öster om huvudstaden Budapest. Domoszló ligger 192 meter över havet och antalet invånare är 2 105.
Terrängen runt Domoszló är kuperad åt nordväst, men åt sydost är den platt. Runt Domoszló är det ganska glesbefolkat, med 42 invånare per kvadratkilometer. Närmaste större samhälle är Parádsasvár, 13,6 km nordväst om Domoszló. Trakten runt Domoszló består till största delen av jordbruksmark.